# Petar Nenadić
Petar Nenadic (født 28. juni 1986) er en serbisk håndboldspiller, som spiller for Veszprém KC. Han har tidligere spillet i FC Barcelona, TTH Holstebro og har spillet 67 landskampe og 167 mål for det serbiske landshold.